# Sebestyén András (színművész)
Sebestyén András (1957. április 29. –) magyar színész.

## Pályája
A Színművészeti Főiskolán végzett 1980-ban. Főiskolásként a József Attila Színháznál töltötte gyakorlati idejét, és szerepelt a Szentendrei Teátrum nyári előadásaiban is. Diplomás színészként a Népszínház társulatában a Józsefvárosi Színháznál indult pályája. 1982 és 1985 között a Radnóti Színpad szerződtette. Játszott a Hököm Színpadon, az Orpheusz Színpad és a Székesfehérvári Nyári Színház előadásain. 1986-tól szabadúszó színművész. 1988-ban megnyerte a Karinthy Frigyes vers- és prózamondó versenyt, melyre csak hivatásos művészek nevezhettek be. Színész kollégájával, Kelemen Csabával több mint 13 évig dolgozott együtt. Többféle önálló estet állítottak össze, mely előadások a két színészre voltak kitalálva. Járták az országot rendhagyó irodalom órákkal, de felléptek Kanadában, Ausztráliában is. Egy ideig Ausztráliában élt, dolgozott filmforgalmazóként, ezután hazatért Magyarországra és szinkronszínészként kezdett dolgozni.

## Színházi szerepeiből
- William Shakespeare: Julius Caesar... Julius Caesar
- Jaroslav Hašek: Svejk... Rendőrbíró; Ezredes
- Johann Nepomuk Nestroy – Heltai Jenő: Lumpáciusz Vagabundusz avagy a három jómadár ... Ifjú mágus
- Josef Čapek – Karel Čapek: Két fűszál a világ... Viktor; Szállásmester; Harmadik béka
- Georges Feydeau: Ne mászkálj meztelenül!... Hochepaix, polgármester
- William Somerset Maugham: Imádok férjhez menni... Fred
- Harriet Beecher Stowe: Tamás bátya kunyhója... George, félvér
- Reginald Rose: Tizenkét dühös ember... Tizedik esküdt
- Vörösmarty Mihály: Csongor és Tünde... Fejedelem
- Bíró Lajos: Sárga liliom... Zechmeister Mátyás
- Fejes Endre: Az angyalarcú... Stiberinger
- Görgey Gábor: Wiener Walzer... Férfi
- Kolin Péter: Sziszi és Fuszi... Fuszi
- Weöres Sándor: Bolond Istók... szereplő
- Fekete István – Karinthy Márton: Vuk... Vadász
- Horváth Péter: A farkas szempillái... Borz, aki hol Majom, hol Macskalány, hol pedig Szamuráj
- Kürti András: Pulykák... Csaba Endre
- Gáspár János (összeállító–szerkesztő): Csavargók... szereplő
- Benedek András: A táltos fiú... Tika, garabonciás diák
- Száraz György: Megoldás... Mezítlábas férfi
- Ördögh Szilveszter: Koponyák hegye... Első katona
- Templom-téri játékok... szereplő

## Filmjei
- Eszmélet (1989)
- Mephisto (1981)
- Zenés TV Színház (1981)
- Vízipók-csodapók (1981)
- A nagyenyedi két fűzfa (1979)

## Szinkronszerepei

### Sorozatbeli szinkronszerepek
- Az Öreg - Gerd Heymann (Michael Ande)
- Halálbiztos diagnózis - Norman Briggs (Michael Tucci)
- Bűvölet - Marco Oberon (Alessio Boni)
- Grant kapitány gyermekei - Lord Glenarvan (Nyikolaj Jeremenko)

### Filmbeli szinkronszerepek
| - Mindenki haza! - további magyar hang - A svindler - Bert Gordon (George C. Scott) - A Római Birodalom bukása - Cleander (Mel Ferrer) - Vigyázat, vadnyugat! - fejvadász - Kánikulai délután - Sonny (Al Pacino) - Equus - további magyar hang - Ágyúgolyó futam - Subaru sofőrje (Jackie Chan) - A lator - további magyar hang - A pópa lánya - Szergej Szinyegub (Aleksandr Galibin) - Silverado - Jake (Kevin Costner) - Hálószobaablak - Terry Lambert (Steve Guttenberg) - Apollo 13 - további magyar hang - Tiszta játszma - további magyar hang - The Straight Story - Az igaz történet - Lyle Straight (Harry Dean Stanton) - Helyzetek és gyakorlatok - Mr. Scott (Robert Wisdom) - Horrorra akadva 2. - Pracli (Chris Elliott) - Szerelem és árulás - Johnny Blake nyomozó (Timothy Carhart) - A Karib-tenger kalózai: A Fekete Gyöngy átka - James Norrington (Jack Davenport) - Napsütötte Toszkána - Zbignew (Sasa Vulicevic) | - Az őserdő hőse 2. - további magyar hang - S.W.A.T. - Különleges kommandó - Michael Boxer (Brian Van Holt) - Tapló télapó - Bob Chipeska (John Ritter) - Túl mindenen - további magyar hang - Vágta - Mr. Pollard (Michael O’Neill) - Emelt fővel - további magyar hang - A golyó - Alan idős korában (Peter LaCroix) - Mobil - további magyar hang - A nemzet aranya - további magyar hang - Az utolsó gyémántrablás - további magyar hang - A vándorló palota - további magyar hang - 8 mm 2. - további magyar hang - A sziget - további magyar hang - A dicsőség zászlaja - Keyes Beech (John Benjamin Hickey) - Lúzer SC - további magyar hang - Topmodell a barátnőm - Dr. Foix (Richard Berry) - Hitman – A bérgyilkos - Jurij Marklov (Robert Knepper) - Pókember 3. - további magyar hang - Királyi harc a Napért – Atahualpa inka (Christopher Plummer) |